# グッロ
グッロ（伊: Gurro）は、イタリア共和国ピエモンテ州ヴェルバーノ・クジオ・オッソラ県にある、人口約200人の基礎自治体（コムーネ）。
アルプス山脈にある小さな村で、スイスとの国境近くにある。
近隣とは異なる特有の方言を話し、独特な苗字やタータン風の女性用伝統服を持つことなどから、イタリア戦争のパヴィアの戦い（1525年）にフランス軍の同盟軍として従軍したスコットランド兵の末裔の村ではないかという説がある。村の伝説では、パヴィアの戦いから母国に帰るスコットランド兵たちがこの地で雪に阻まれ、定住したとされる。スイスのチューリヒ大学の研究者が調べたところ、方言には800語もスコットランド・ゲール語系の言葉があったという。また、村の言い伝えによると、兵士たちは隣村から女性を略奪し、結婚を司る教会の司祭が目覚める前に宴会を開いて妻としたことから、グッロ村では1950年代まで、結婚は披露宴をまず先に行ない、その一週間後の朝に教会で結婚式を執り行なうのが伝統だったという。村の博物館には、スコットランドとのつながりを示す物品などが展示されている。